# Symfonie in Es-majeur
De Symfonie in Es-majeur is een onvoltooid werk van Ernest John Moeran.
De van huis uit Britse componist van Ierse komaf heeft slechts één symfonie op zijn naam staan, terwijl op de Britse eilanden het toch een geliefd genre was. Moeran had de compositietechniek niet om snel een symfonie op papier te krijgen. Zijn Symfonie in g-mineur (zijn eerste en dus enige) kwam ook al na veel horten en stoten tot stand. Hij werkte er aan van 1927 tot 1937. Het werk aan de Symfonie in Es-majeur overschreed die termijn.
De eerste signalen van de Symfonie in Es zijn terug te vinden in 1939. Hij schreef aan de violist May Harrison, dat hij was begonnen aan de symfonie, die geheel niet zou lijken op de eerste. Daarna dook de symfonie op in brieven en gesprekken aan bijvoorbeeld Peers Coetmore (Moerans vrouw) en John Barbirolli (dirigent). Die laatste kreeg al een soort garantie dat het werk in 1947 op de lessenaar kon liggen. In 1947 kwam er echter geen symfonie. De componist was in het werk blijven steken en begon dat zelf ook in te zien. In 1948 berichtte hij weer, dat het werk weer begon te vlotten. In 1949 kwam het bericht dat hij steeds ontevredener werd over het werk en dat hij waarschijnlijk weer helemaal opnieuw zou gaan beginnen. Vlak daarna volgden weer positieve berichten dat het werk bijna voltooid was. De componist overleed 1 december 1950 aan een overdosis drank, pleegde zelfmoord of werd gewoon van een pier afgeblazen (de oorzaak is nooit echt achterhaald). 
Na de dood ging men snel op zoek naar het werk, omdat men het wilde uitvoeren als zijnde een "In memoriam". De teleurstelling onder de zoekers was groot, toen bleek, dat Moeran slechts enkele fragmenten op papier had staan. Het was daarbij onduidelijk of Moeran grote delen van de symfonie weer weggegooid had, dan wel alleen de buitenwereld “tevreden” wilde houden met een belofte dat zijn symfonie eraan kwam. Er was zo weinig materiaal, dat lange tijd niemand zich waagde aan de voltooiing van het werk. Zelfs John Ireland, Moerans leraar, zag er geen brood in. Pas in 2011 deed dirigent Martin Yates een poging, maar de symfonie kreeg geen officiële status. De versie van Yates ging de boeken in als Sketches for symphony no. 2 met een traditionele vierdelige opzet, waarbij de delen zonder pauze achter elkaar door gespeeld worden:
- Allegro
- Allegro vivace
- Adagietto
- Allegro vigoroso e poco maestoso